# The Flight of the Gossamer Condor
Pour plus de détails, voir Fiche technique et Distribution.
The Flight of the Gossamer Condor est un film documentaire américain réalisé par Ben Shedd (en) et sorti en 1978.
Ce film, qui a remporté l'Oscar du meilleur court métrage documentaire, retrace le développement du Gossamer Condor, premier avion à énergie musculaire.

## Fiche technique
- Réalisation : Ben Shedd (en)
- Production : Jacqueline Phillips Shedd et Ben Shedd
- Durée : 27 minutes
- Date de sortie : 1978

## Distribution
- Bryan Allen 	: le pilote
- Paul B. MacCready
- Tyler MacCready
- Greg Miller
- Roger Steffens (en) : narrateur

## Récompenses et distinctions
- 1979 : Oscar du meilleur court métrage documentaire[1].